# エトワート・ストゥーリンフ
エトワート・イェルーン・ストゥーリンフ（エトワルト・ストゥーリング、Edward Jeroen Sturing、1963年6月13日 - ）は、オランダ・アペルドールン出身の元同国代表サッカー選手。ポジションはディフェンダー。

## 経歴

### 選手時代
オランダのアペルドールンで生まれ、幼少期に所属したASVアペルドールン・ボーイズではピーター・ボスとも一緒にプレーをした。その後、デ・フラーフスハップの下部組織に移り、同クラブでプロデビューを果たし、5シーズン在籍した後にフィテッセへと移籍した。フィテッセでは1989-90シーズンに、エールディヴィジのシーズン最優秀選手に贈られるフーデン・ショーンを受賞した。1999年1月27日、テオ・ボスともにシャルケ04戦との引退試合に出場し、長き現役生活に終止符を打った。
現在、フィテッセのホームスタジアムであるヘルレドームの北スタンドは、ストゥーリンフの功績を称えるために、エトワート・ストゥーリンフ・スタンドと名付けられている。

### 指導者時代
2002年、解任されたロナルド・クーマンの後任という形でフィテッセの暫定監督に就任した。2003-04シーズンから正式に就任し、クラブをエールディヴィジに残留させるなど、クラブの危機を救った。
2019年11日、フィテッセを率いていたレオニード・スルツキーが辞任した後、再度フィテッセの暫定監督に就任した。

## タイトル

### 選手時代
フィテッセ
- エールステ・ディヴィジ:1回（1988-89）

個人
- オランダ年間最優秀選手賞ハウデン・スヒューン:1回（1989-90）